# Marinus van Hout
Marinus Petrus Wilhelmus van Hout (Helmond, 6 september 1870 - aldaar, 19 februari 1942) was een Nederlands politicus. 
Marinus van Hout werd op 29 juli 1913 benoemd tot burgemeester van zijn thuisplaats Helmond, waar hij voorheen ook al politiek actief was als wethouder vanaf 1911. Ook was hij eerder lid van de Provinciale Staten van Noord-Brabant . Tijdens zijn ambtsperiode als burgemeester bloeide de industrie te Helmond enorm op. Hij werd op 8 juli 1937 opgevolgd door Antonius Josephus Wilhelmus Matheus Moons. 
Van Hout kreeg meerdere onderscheidingen tijdens zijn levensduur van meerdere landen, waaronder Nederland, België en het Vaticaan. De Helmondse burgemeester van Houtlaan is vernoemd naar hem.